# Rondeletia azulensis
Rondeletia azulensis är en måreväxtart som beskrevs av Ignatz Urban. Rondeletia azulensis ingår i släktet Rondeletia och familjen måreväxter. Inga underarter finns listade i Catalogue of Life.